# Grafheuvel bij de Fenixkerk
De grafheuvel bij de Fenixkerk in het Noord-Hollandse Nieuwe Niedorp is een verzameling van 23 grafzerken. De stenen dateren uit de 15e tot en met 18e eeuw en liggen naast de kerktoren.

## Geschiedenis
Tijdens de afbraak van de kerk in 1963, stuitte men op meer dan honderd oude grafzerken. Op initiatief van het gemeentebestuur werden de 25 grafstenen met de betekenisvolste opschriften geplaatst naast de kerktoren. De overige grafstenen werden verkocht. Op 19 september 1973 werd de grafheuvel geregistreerd als rijksmonument.

## Grafzerk van Dirck Rembrantsz. van Nierop
Tussen de grafstenen ligt de zerk van de zeventiende-eeuwse astronoom, cartograaf en wiskundige Dirck Rembrantsz. van Nierop. Hij onderhield briefwisselingen met onder andere Nicolaas Witsen en Christiaan Huygens. René Descartes rekende Van Nierop tot zijn beste vrienden. In zijn grafsteen staat het onderstaande opschrift gegraveerd:

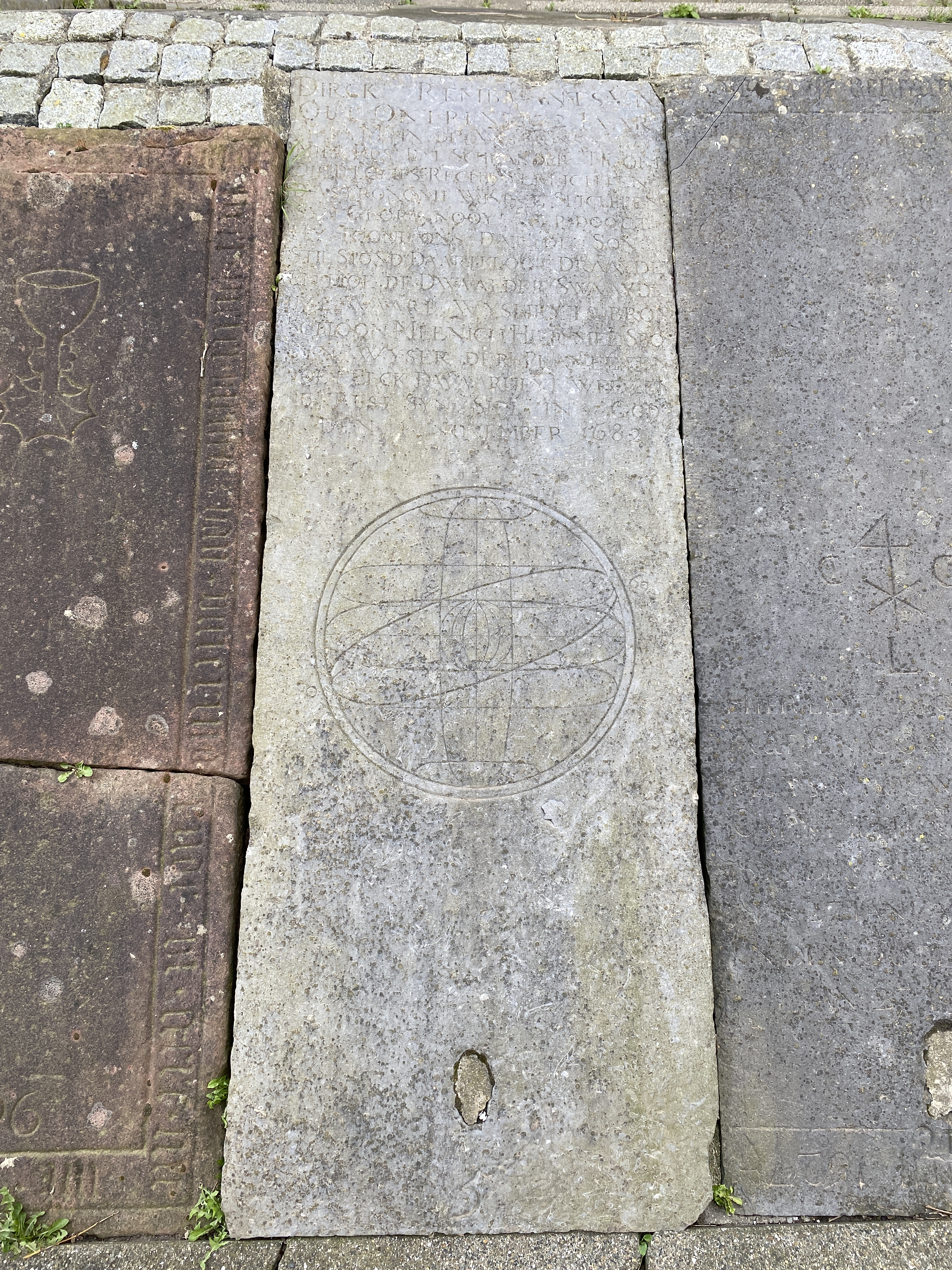
De grafsteen van Dirck Rembrantsz. van Nierop.

Dirck Rembrantsz

Out ontrent 72 jaar

Mr in de wiskonst

Hier rust een schrander hooft,

Die d’eclips recht verlichten,

D’astronomi wist te stichten,

Syn glorie nooit verdooft.

Hij toond’ ons dat de son

stilstond, d’aertkloot draayde.

En hoe de dwaalder swaayde

uyt waare wysheyts bron,

schoon menigh hiermee spot.

Syn wyser der planeeten

Doet elck de waarheyt weeten.

Nu rust syn siel in God.

den 4 november 1682.

## Galerij met alle grafzerken

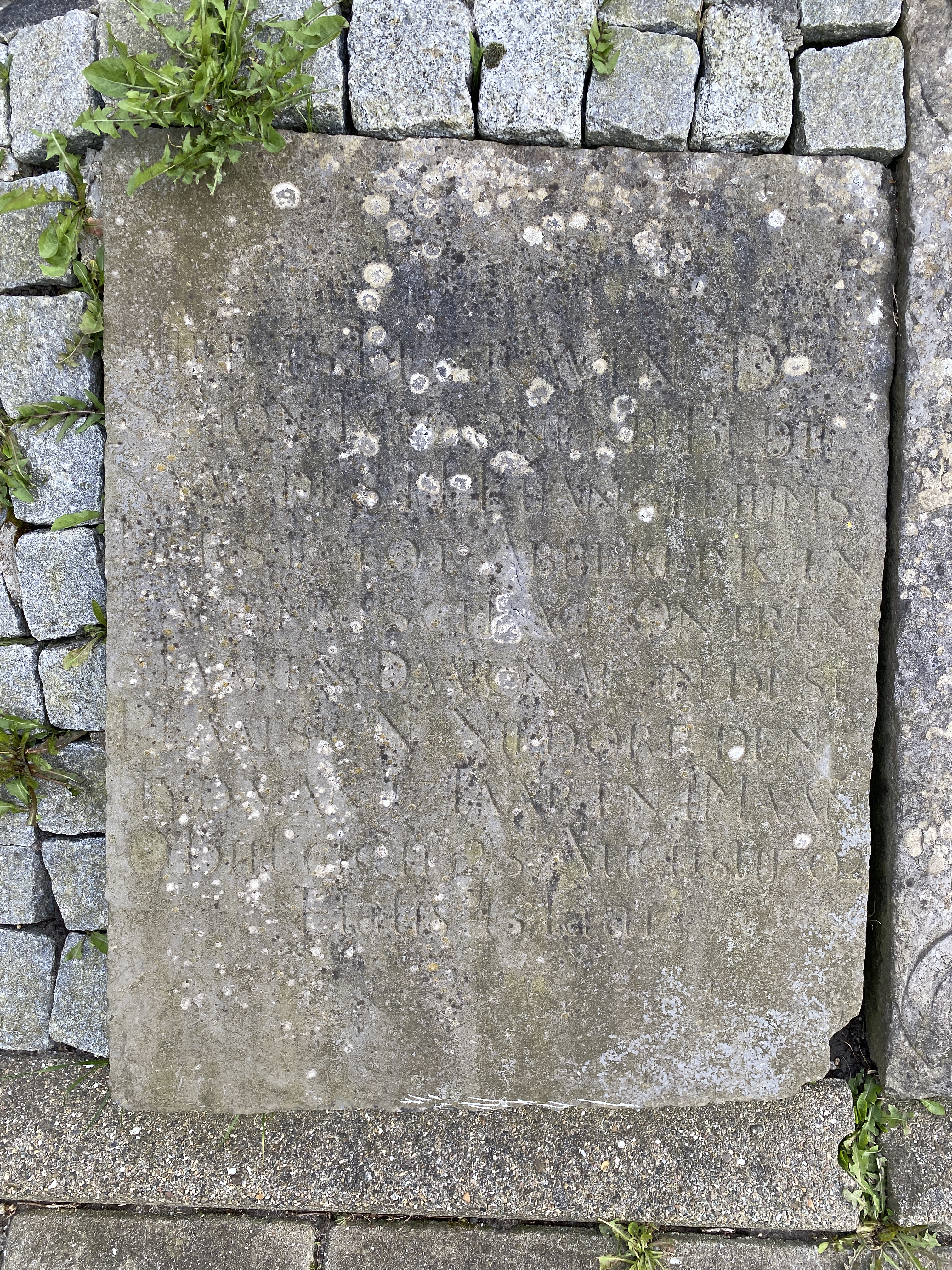
Kleine grafzerk aan de voorzijde van de grafheuvel.
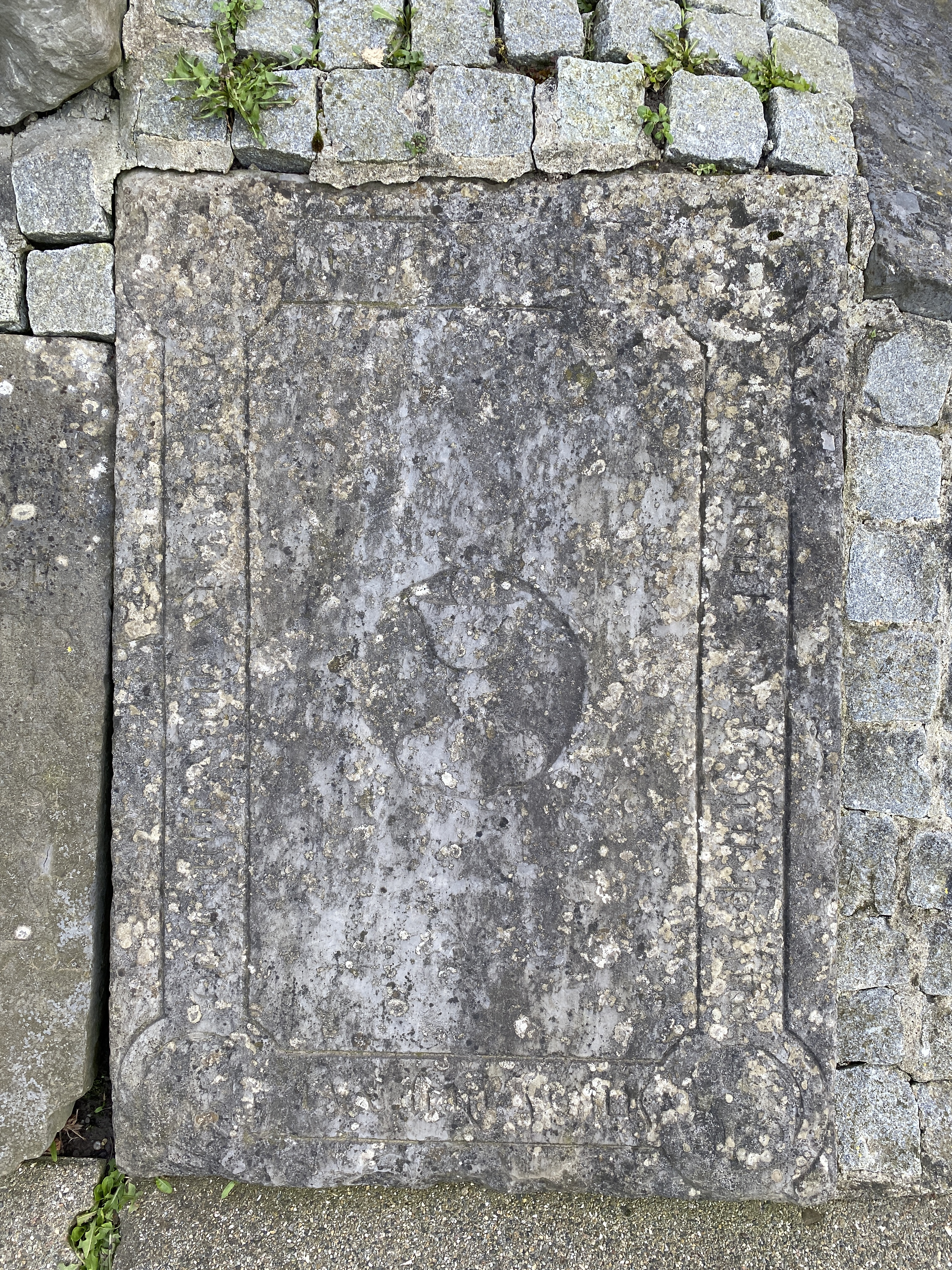
Grafzerk aan de voorzijde van de grafheuvel.
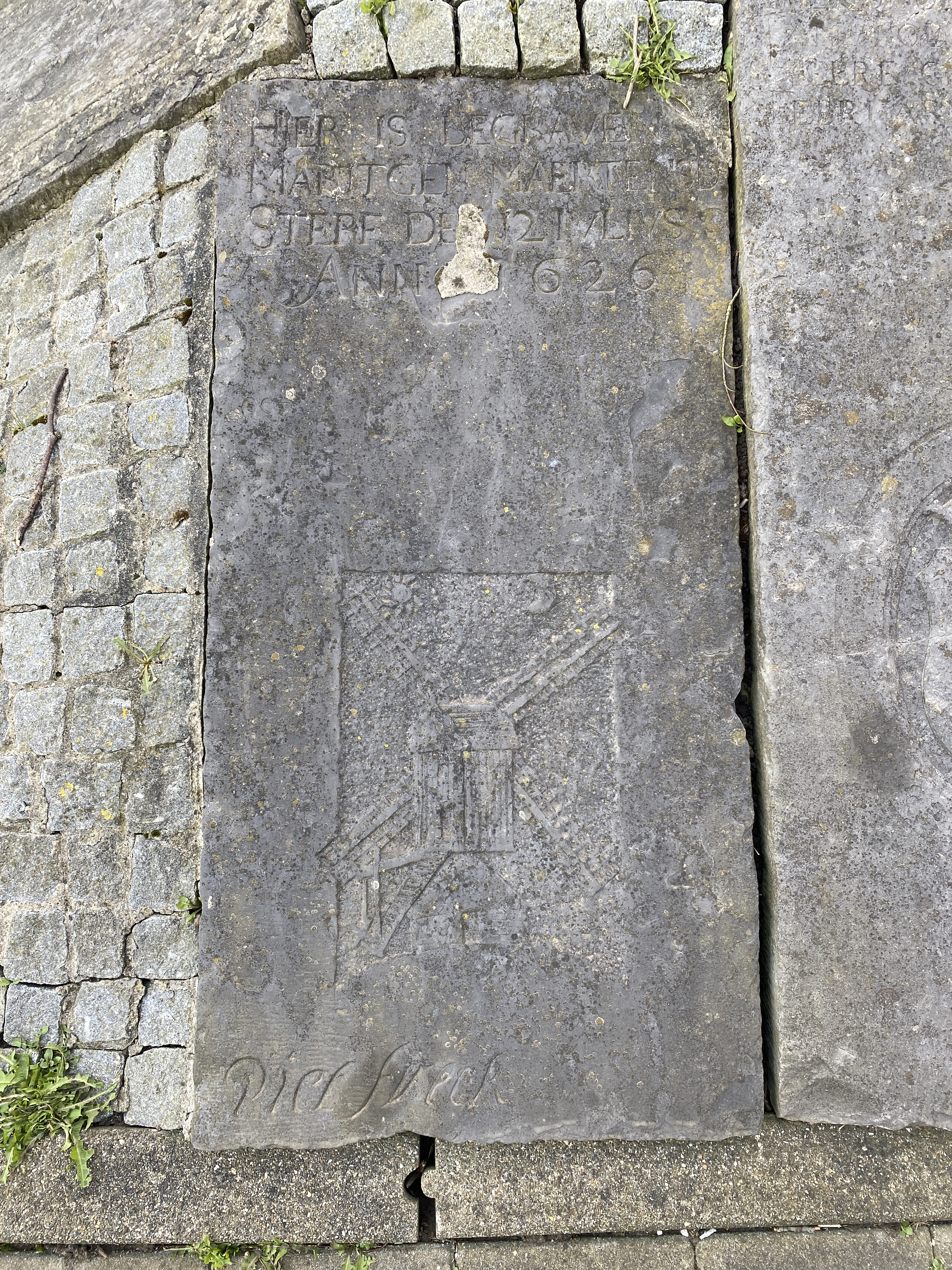
Grafzerk van Maritgen Maertensd, met afbeelding van een molen.
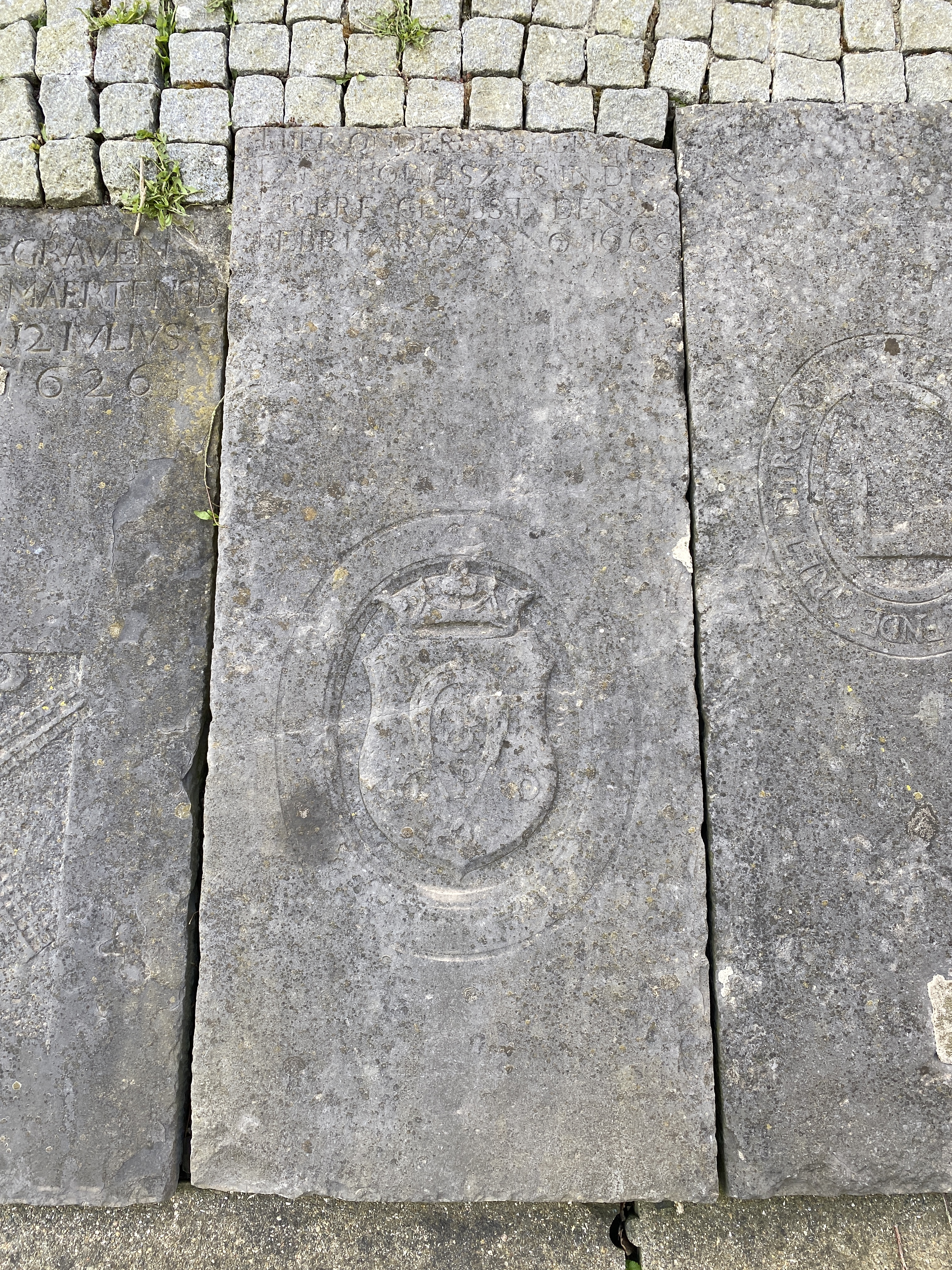
Grafzerk uit 1669.
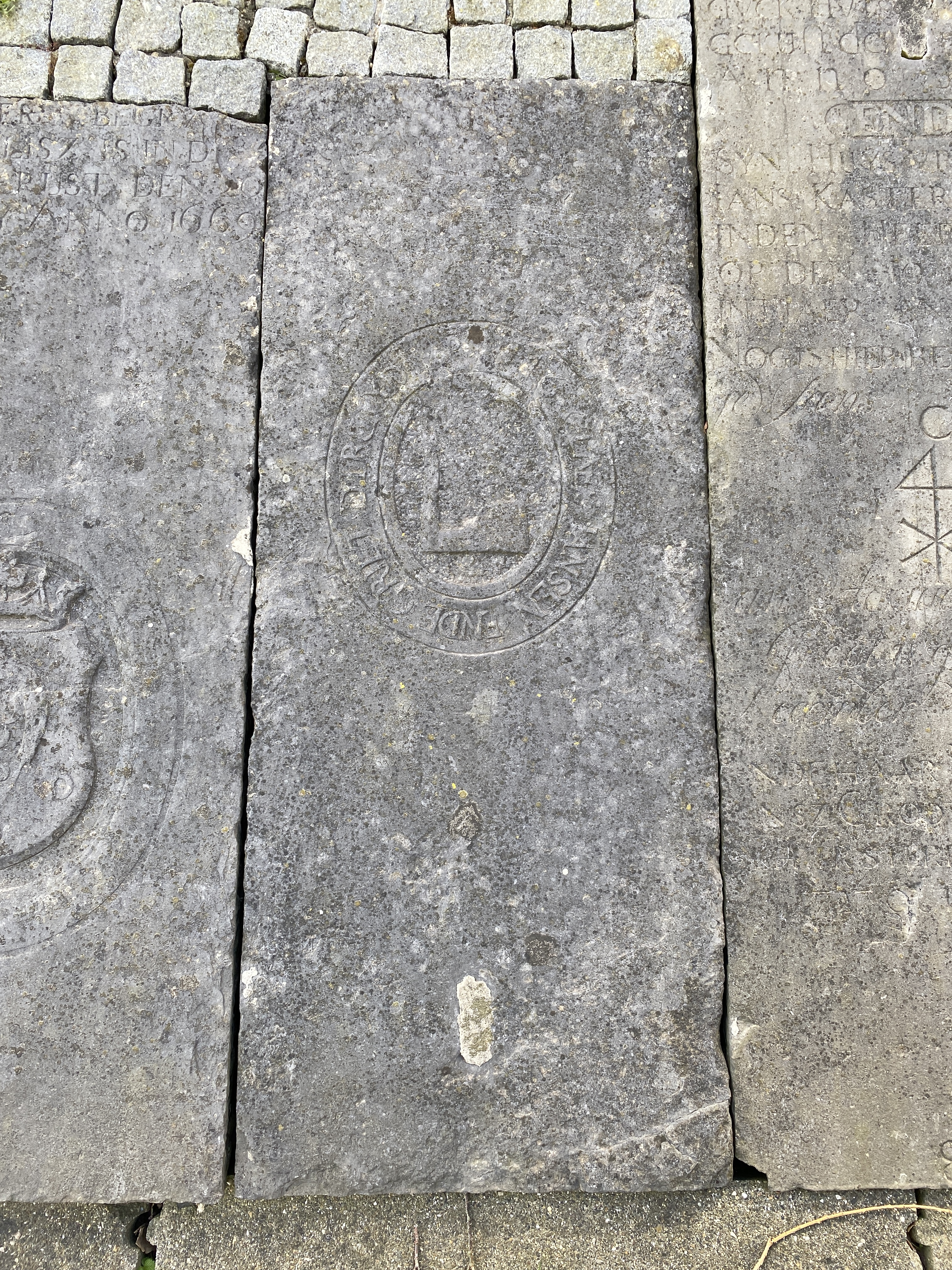
Grafzerk met onduidelijke inscriptie.
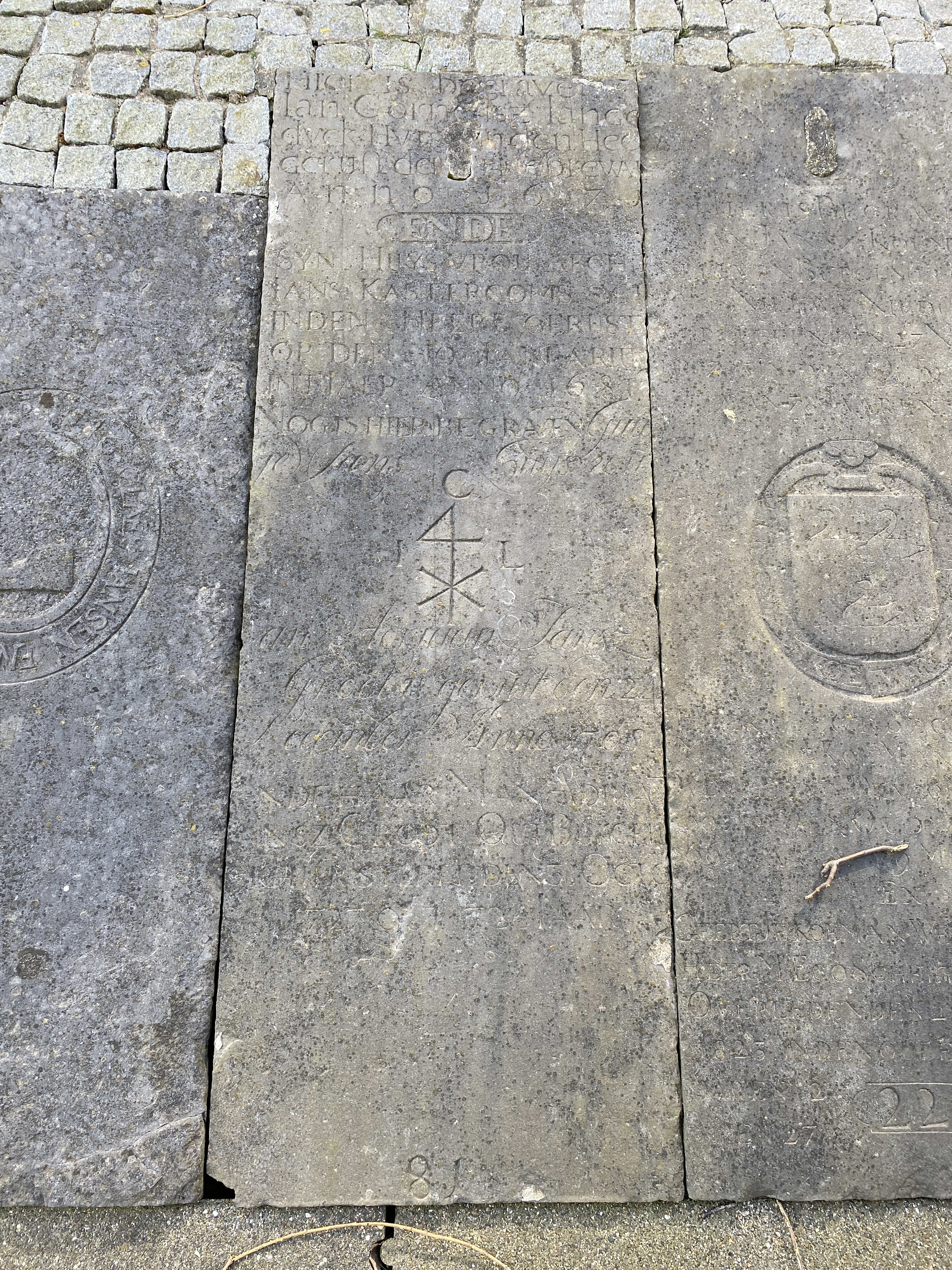
Grafzerk 81.
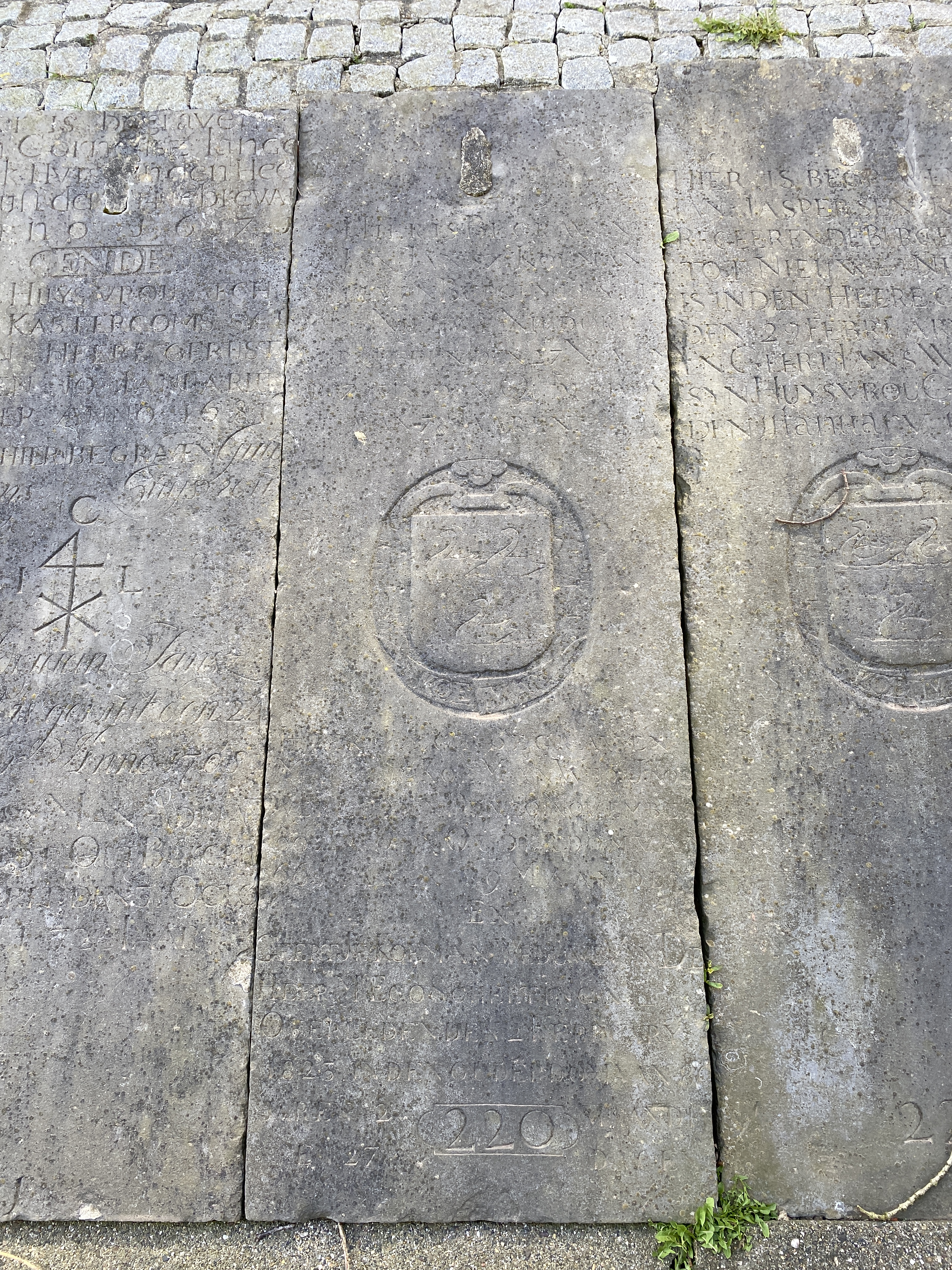
Grafzerk 220.
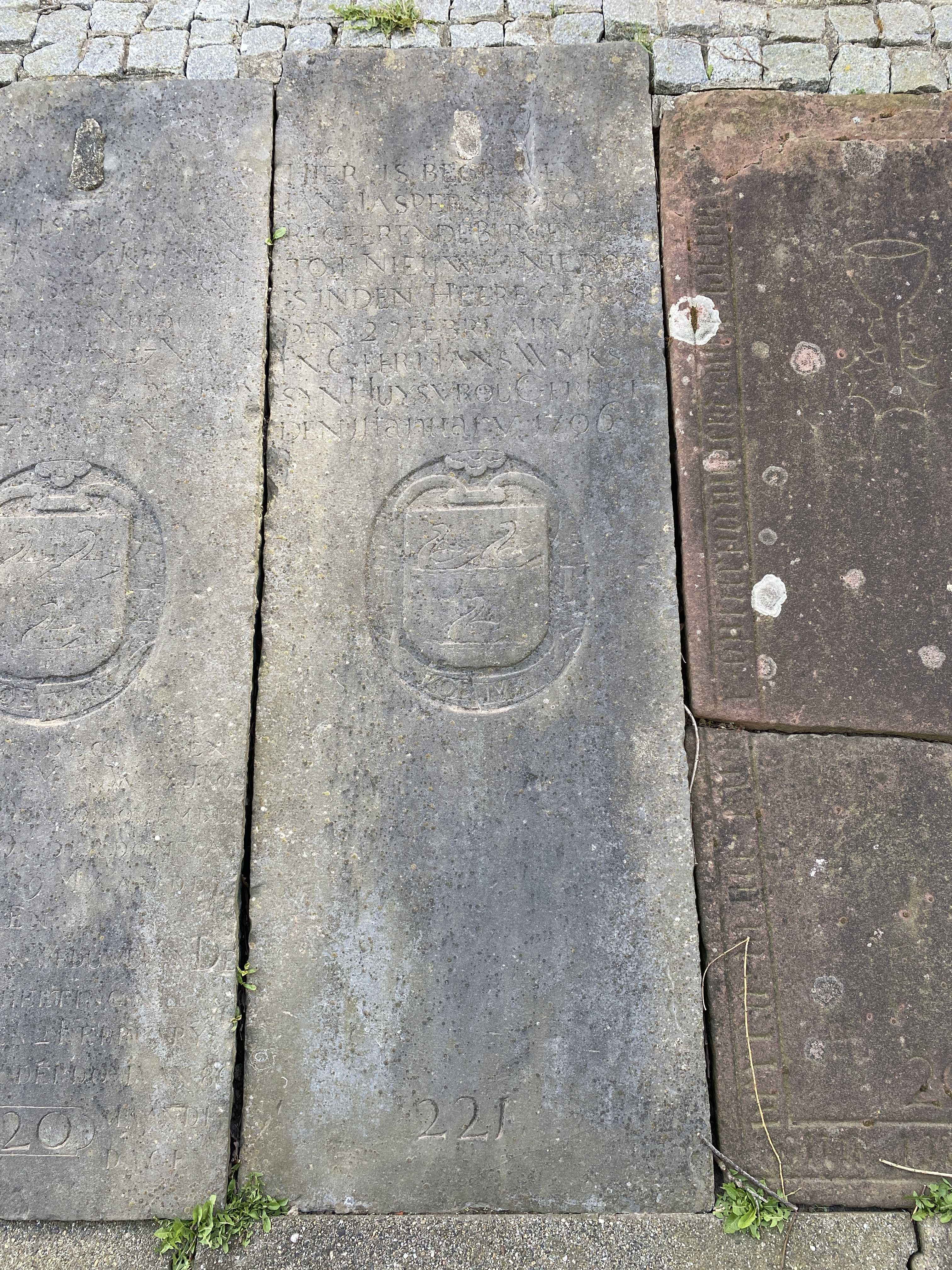
Grafzerk 221.
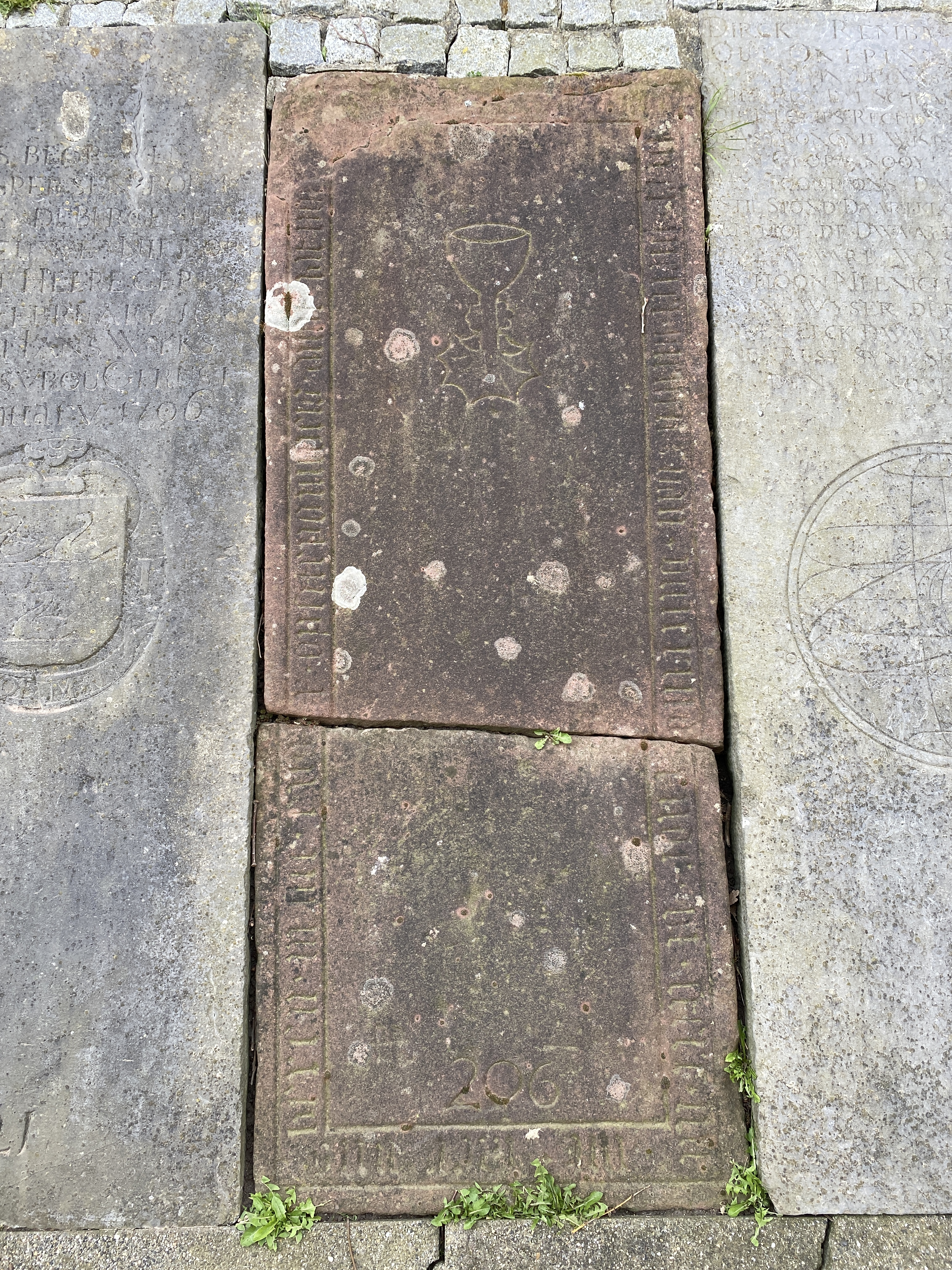
Grafzerk 206.
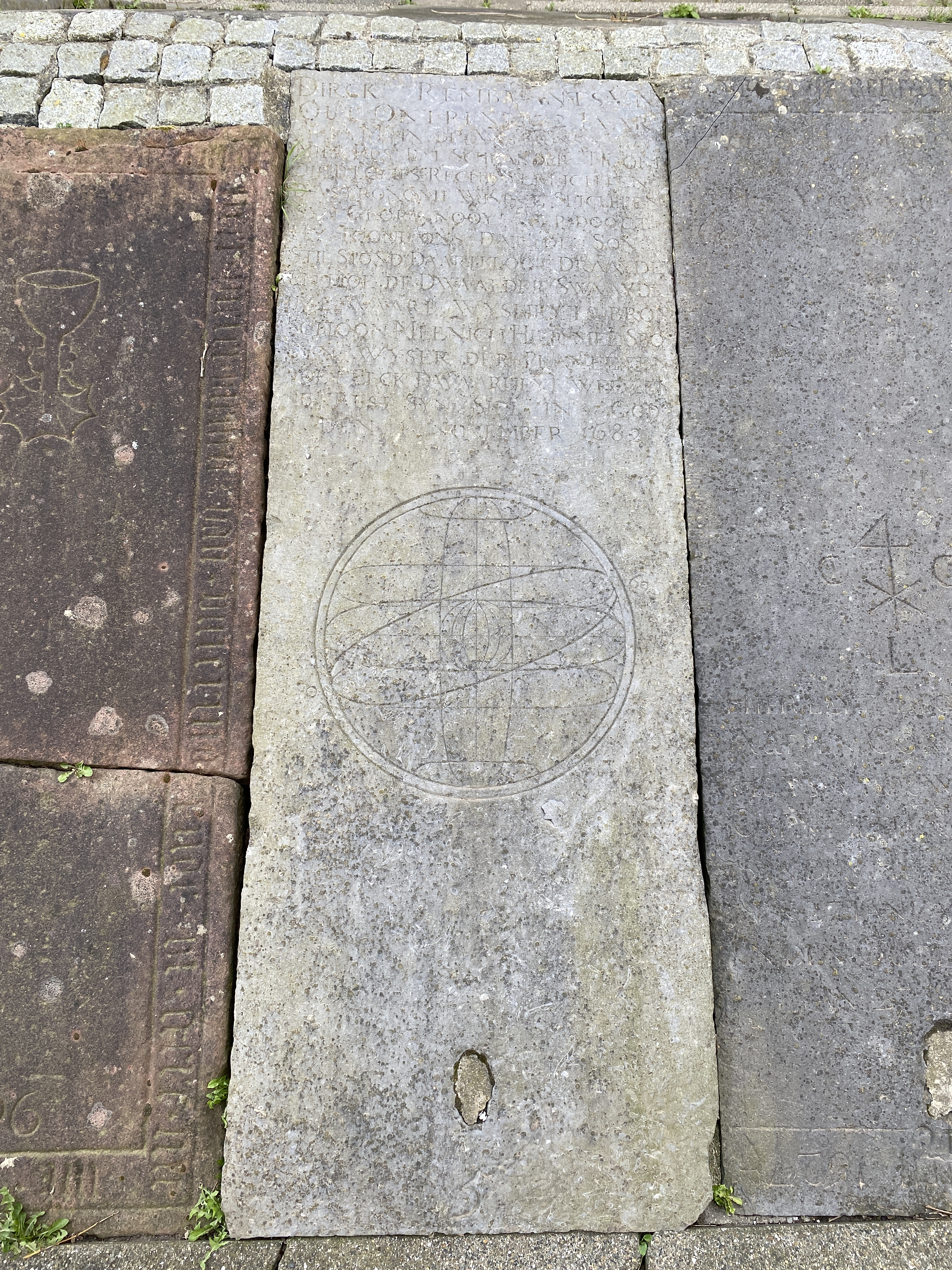
Grafzerk van Van Nierop
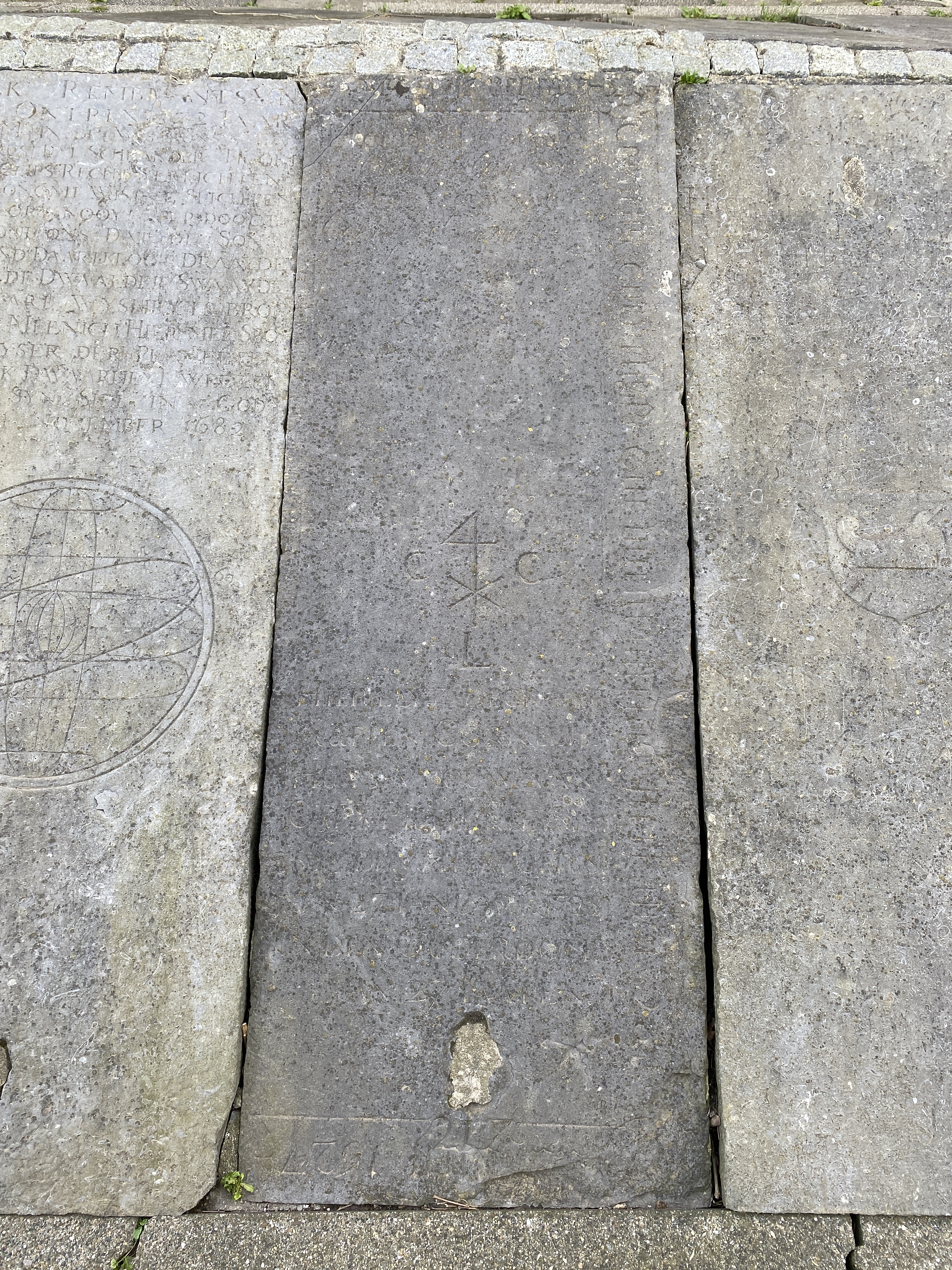
Grafzerk 217.
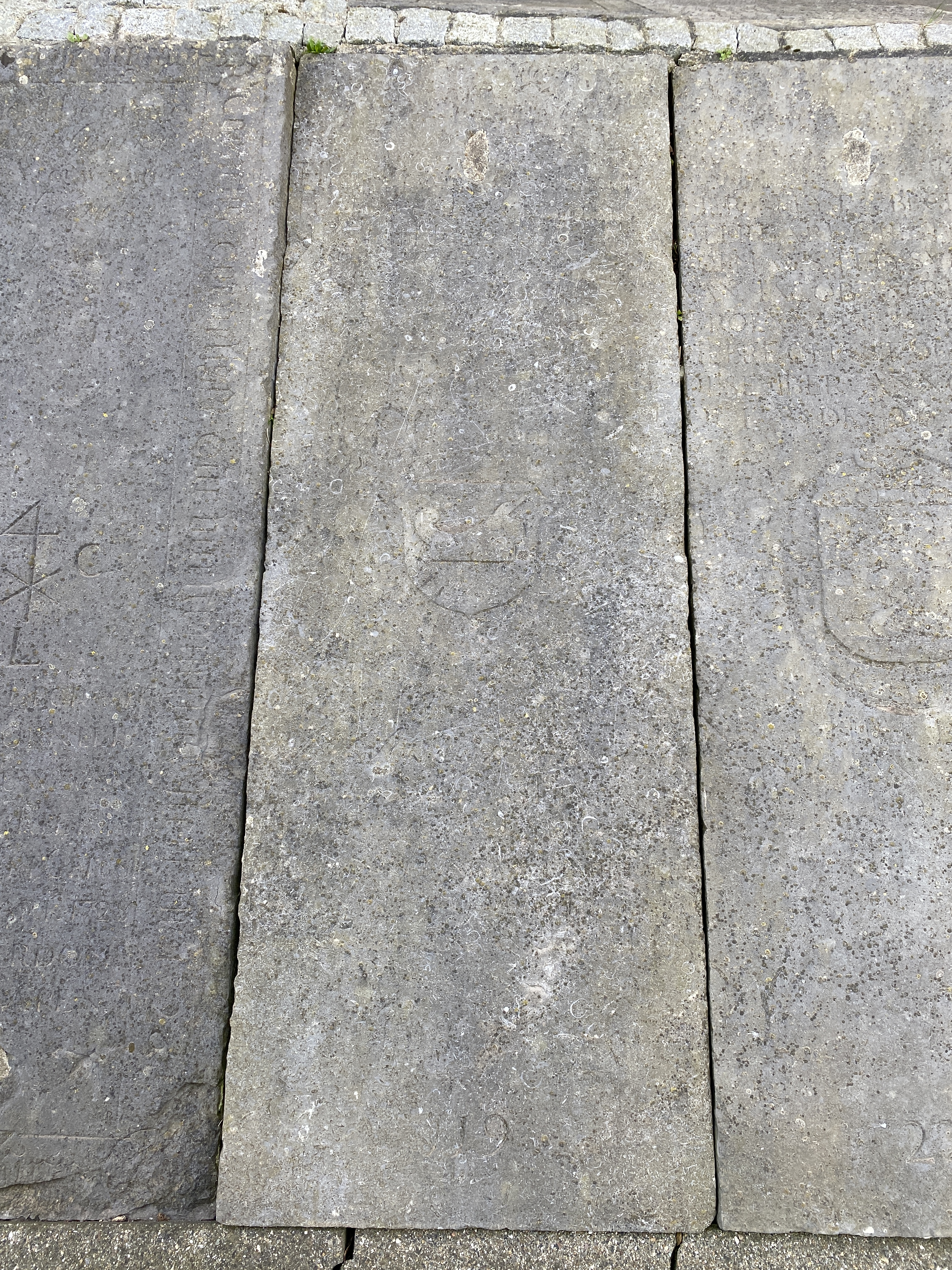
Grafzerk 19.
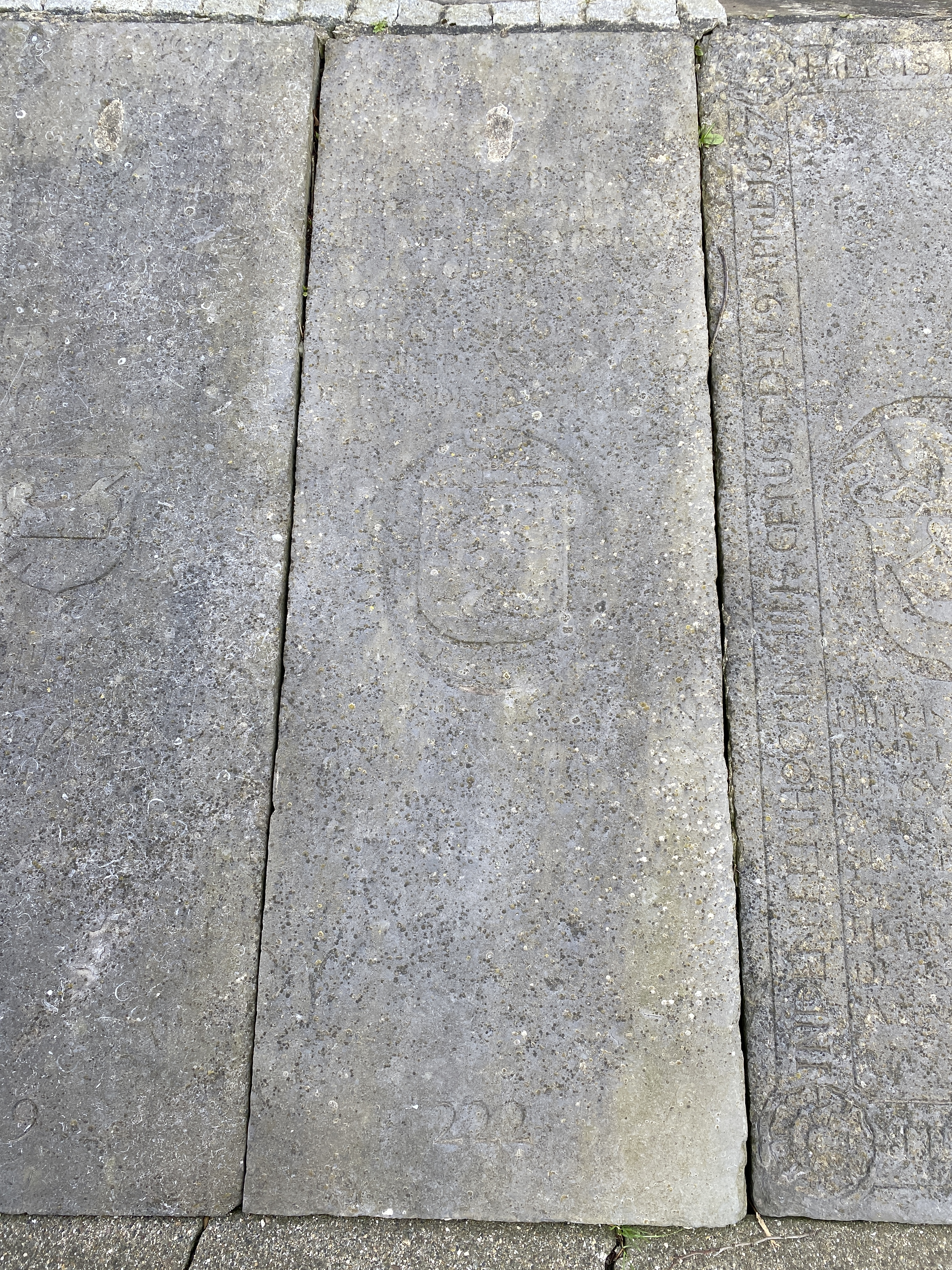
Grafzerk 222.
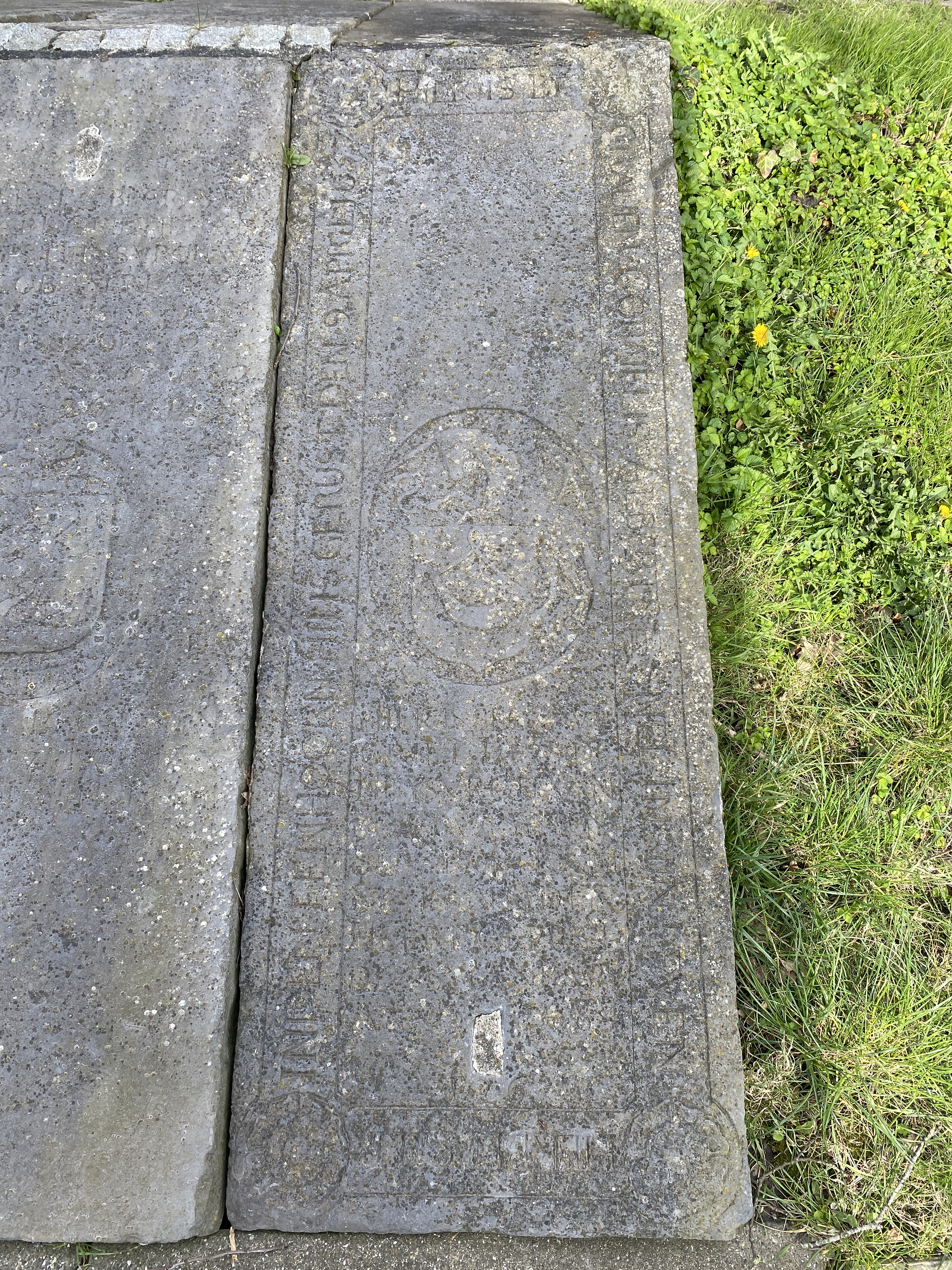
Grafzerk van Cornelis Alberts, voormalige eigenaar van De Roode Eenhoorn
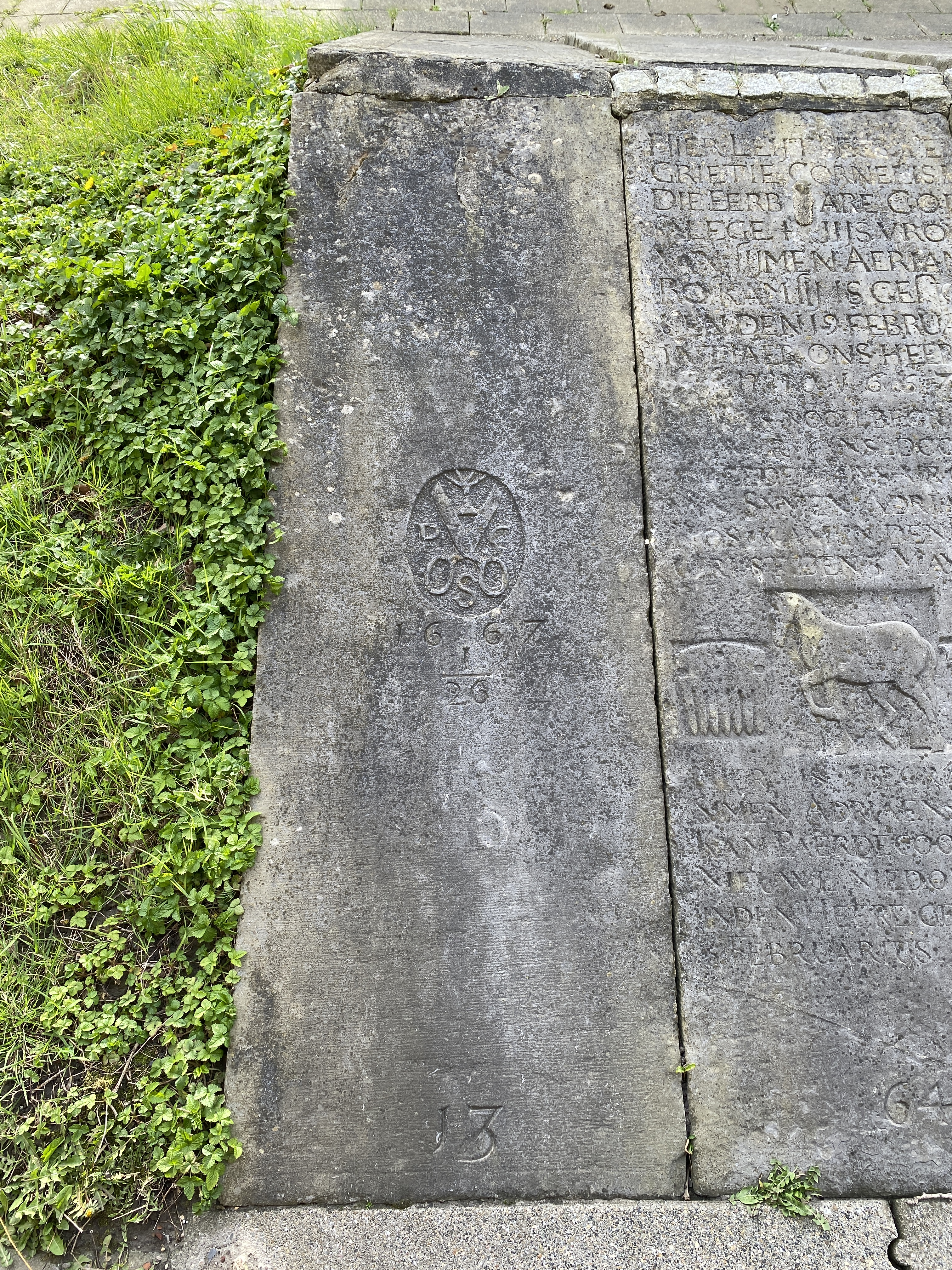
Grafzerk 13.
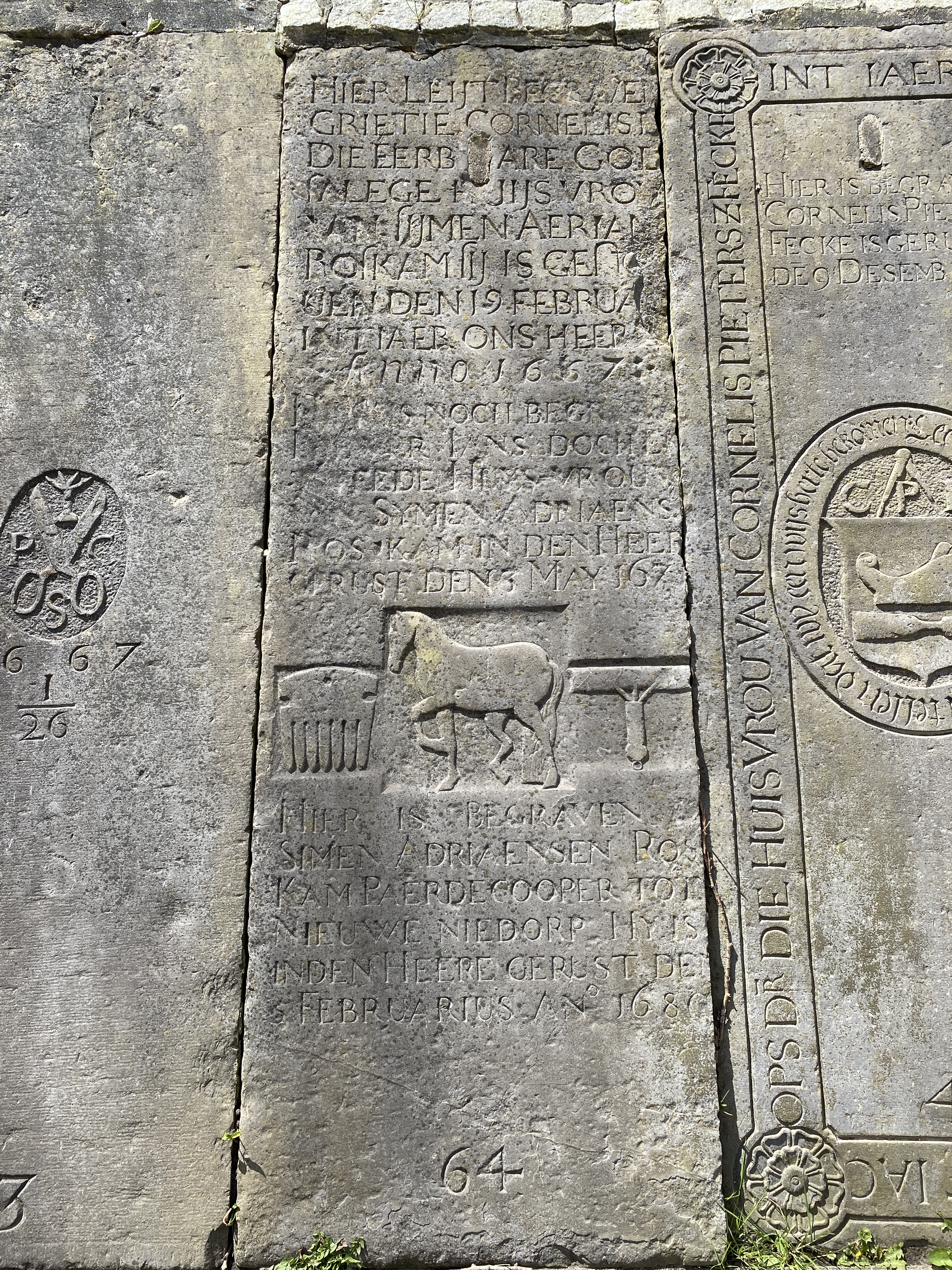
Grafzerk 64.
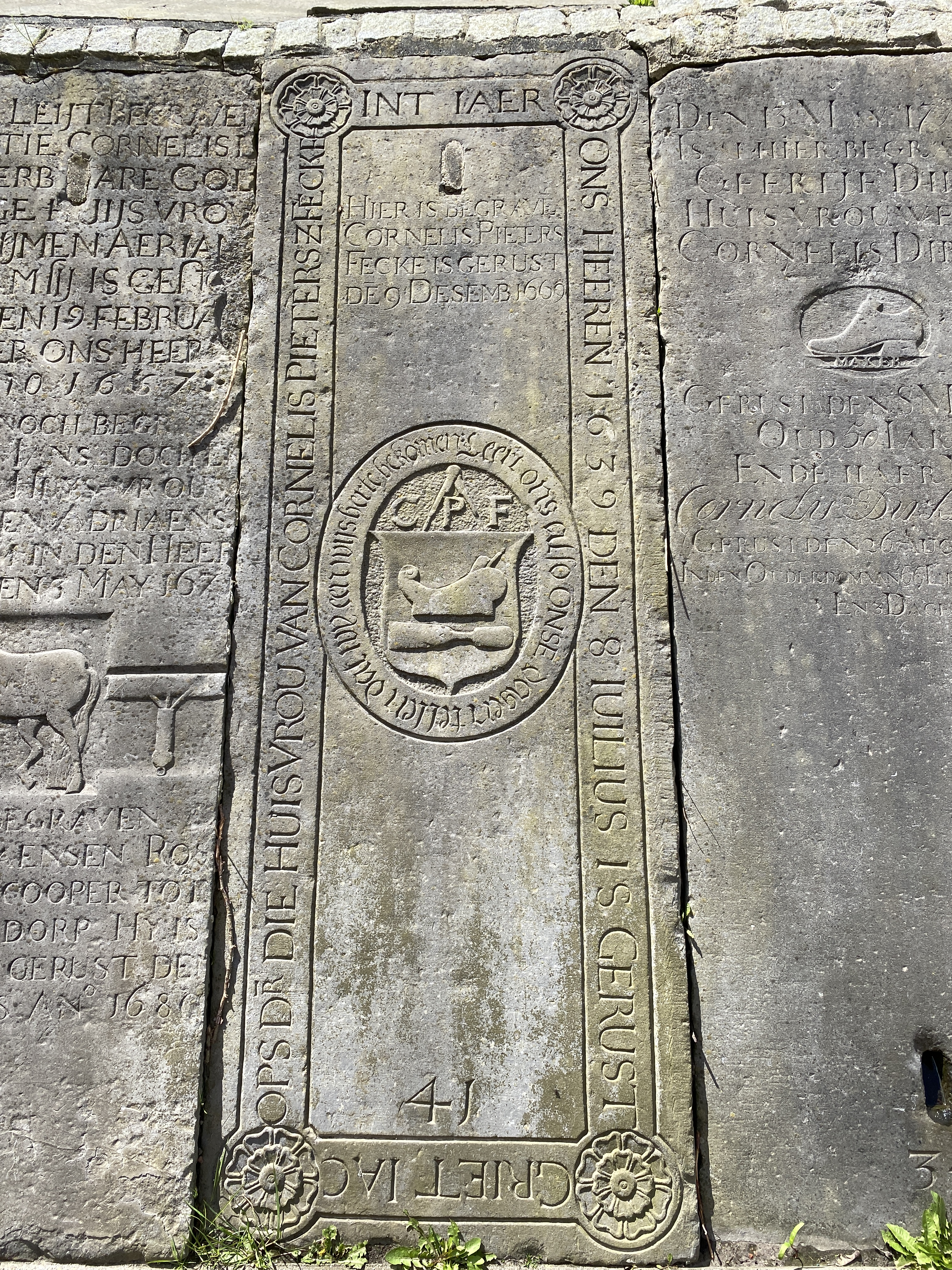
Grafzerk 41 van Cornelis Pieter Fecke.
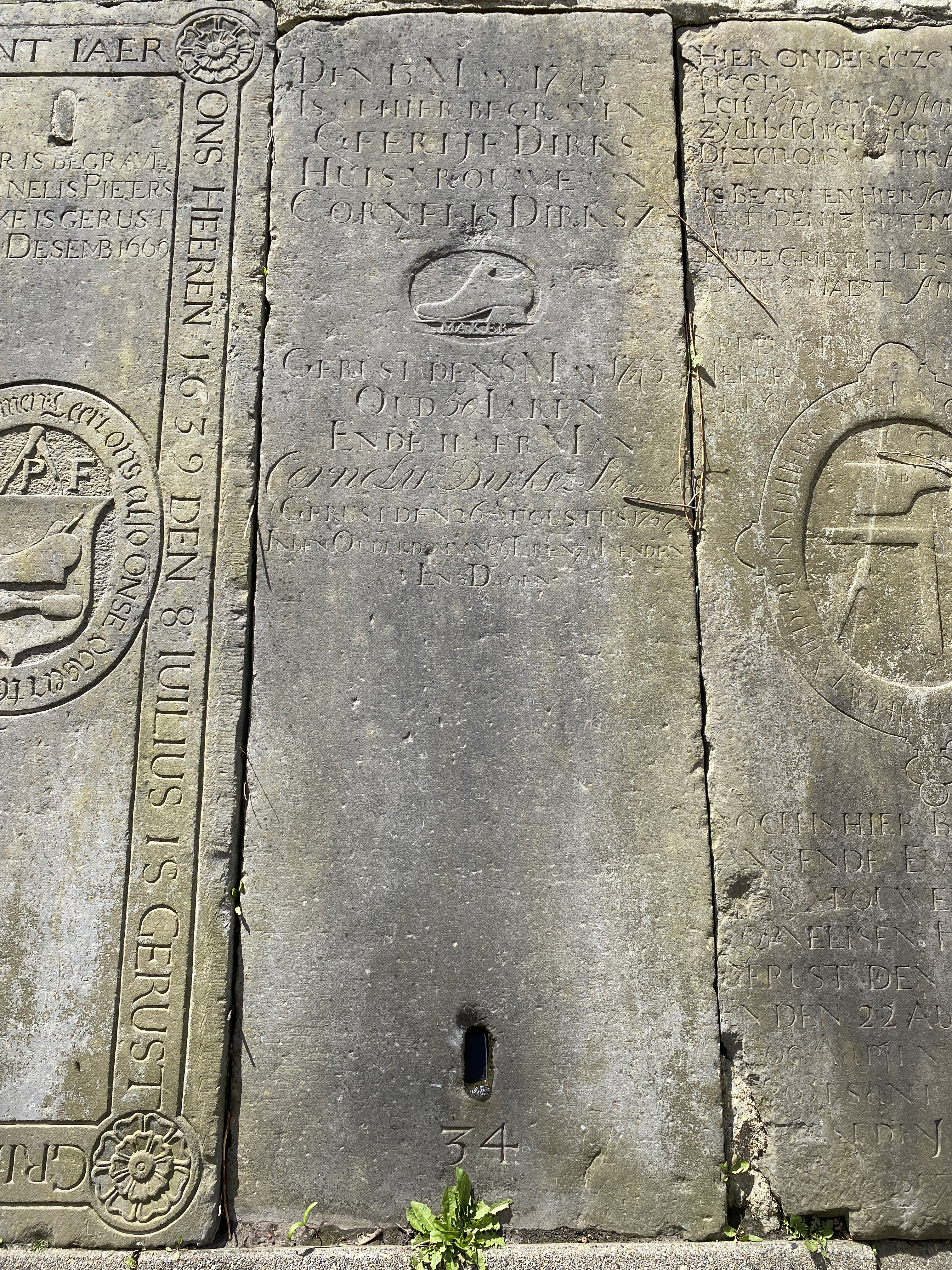
Grafzerk 34 van Geertje Dirks.
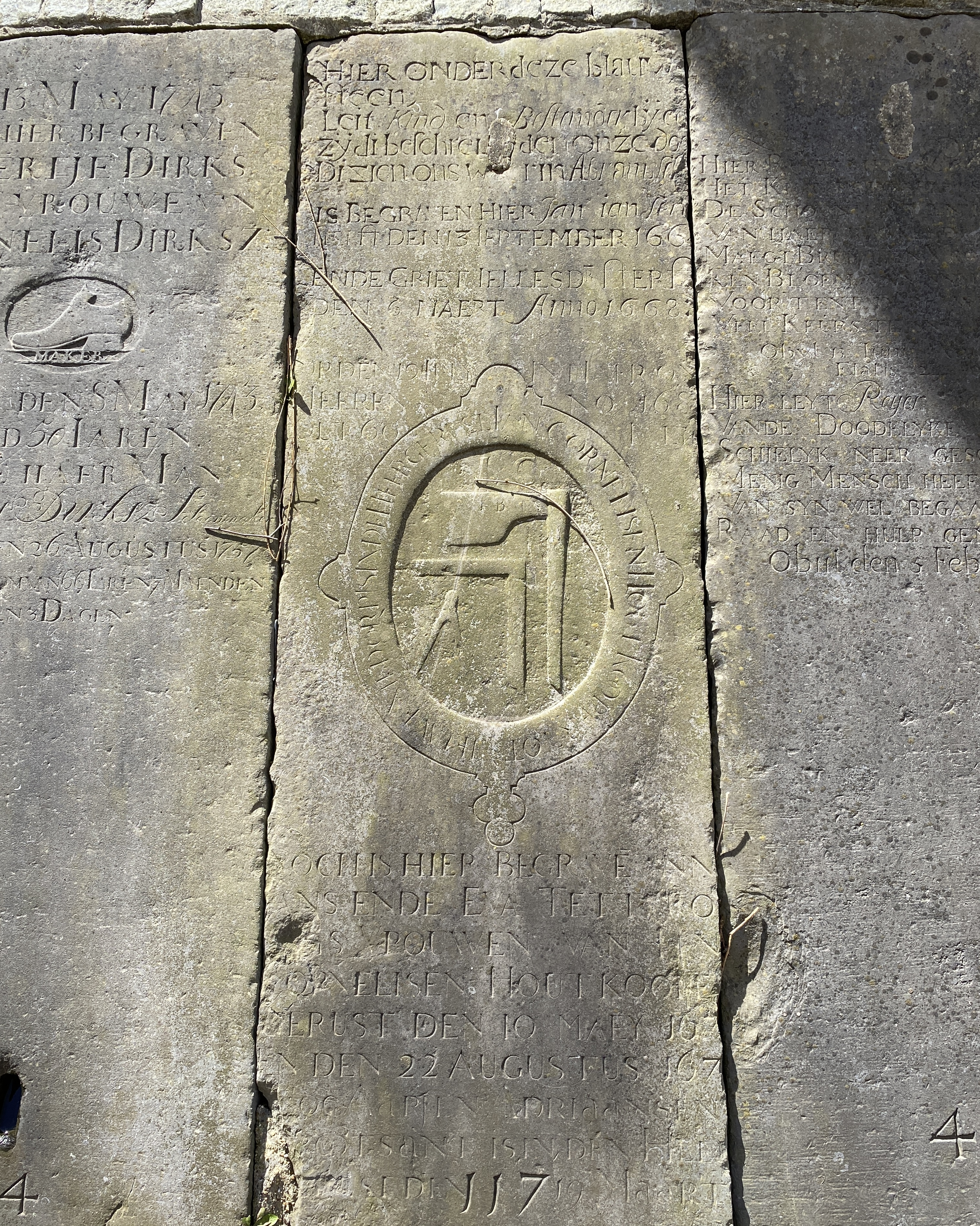
Grafzerk 117.
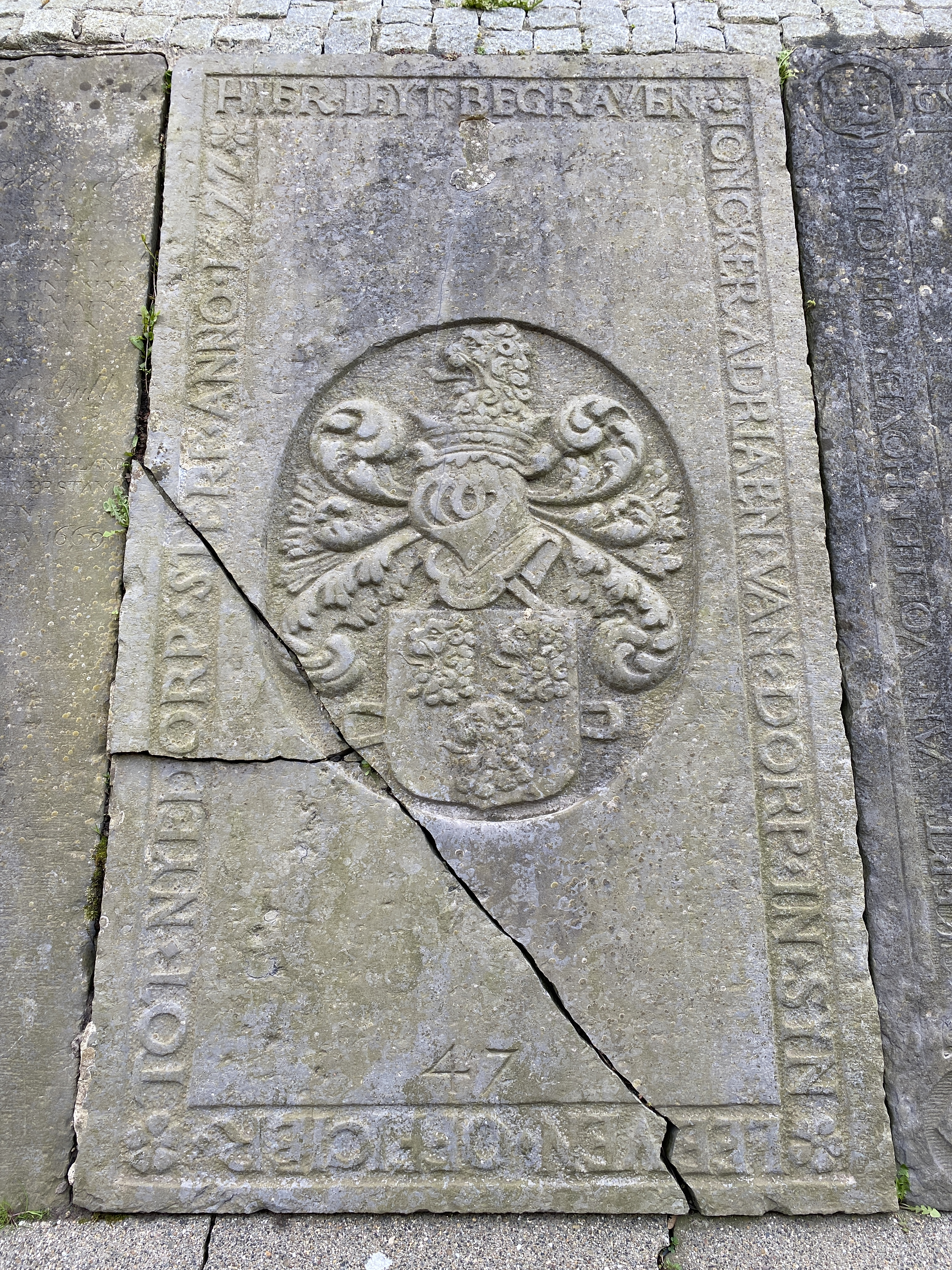
Grafzerk 47, van schout Adriaan van Dorp.
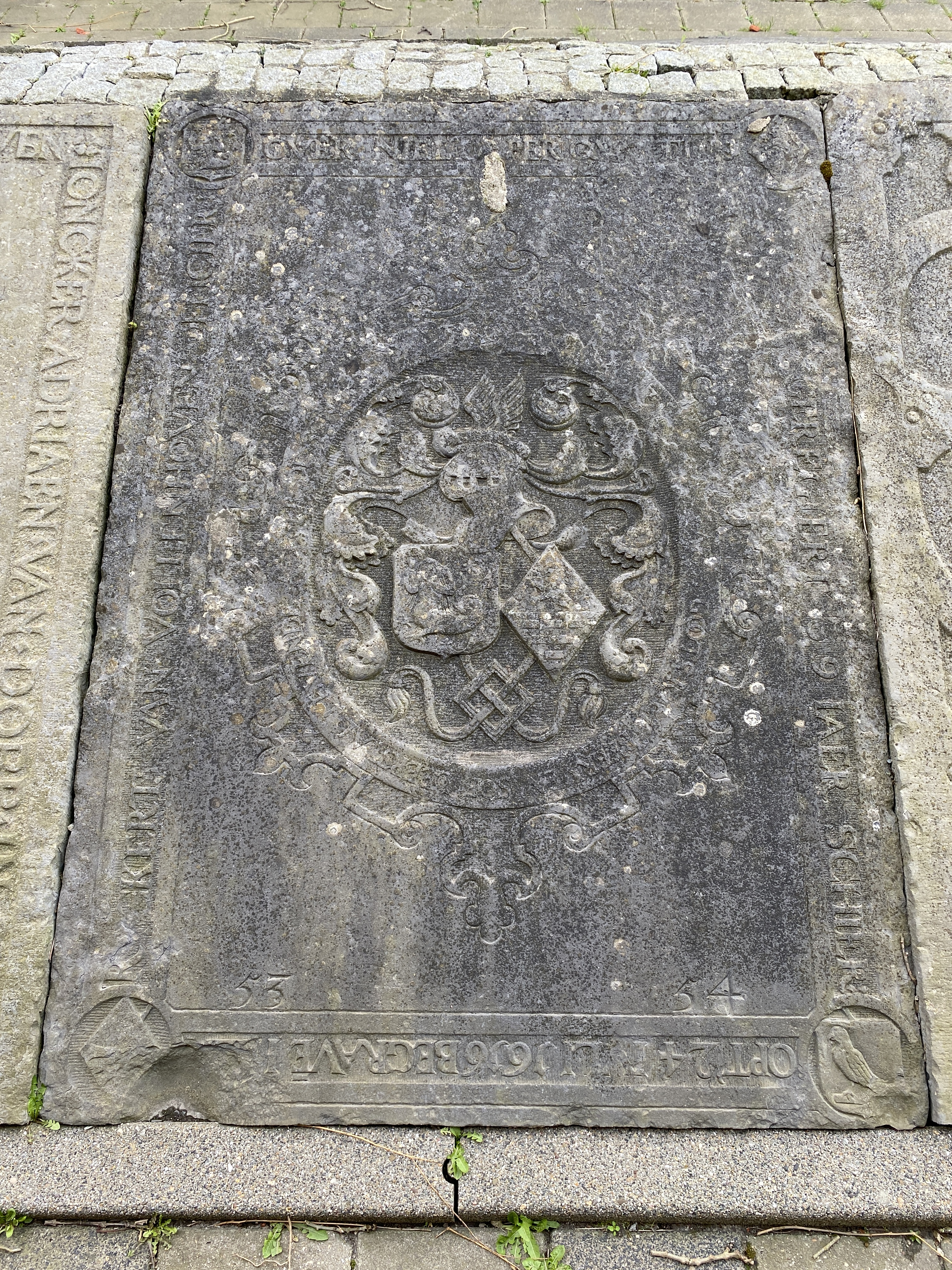
Grafzerk 53-54.
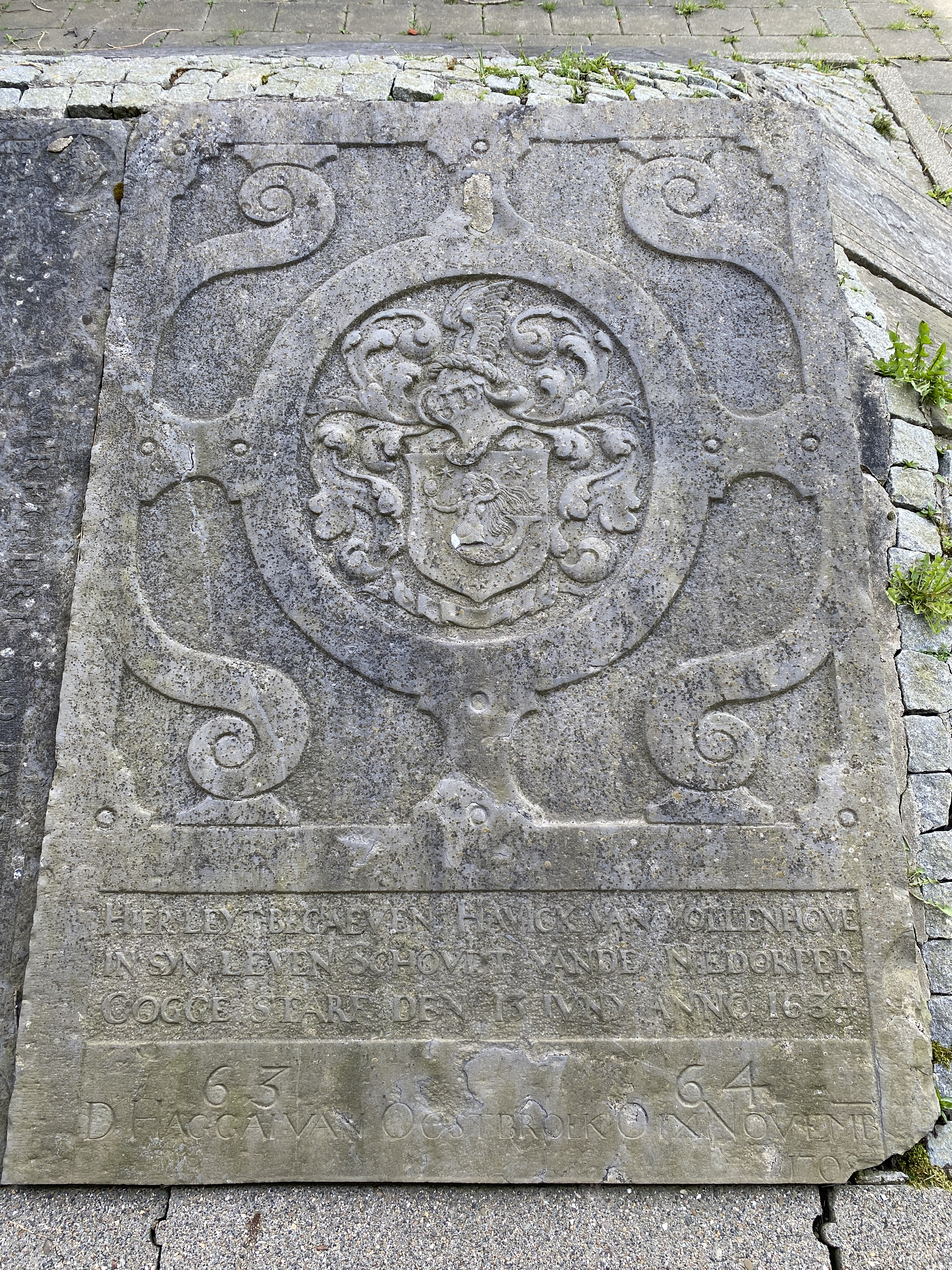
Grafzerk van schout Havick van Ollenhoven